# Ökenplanet

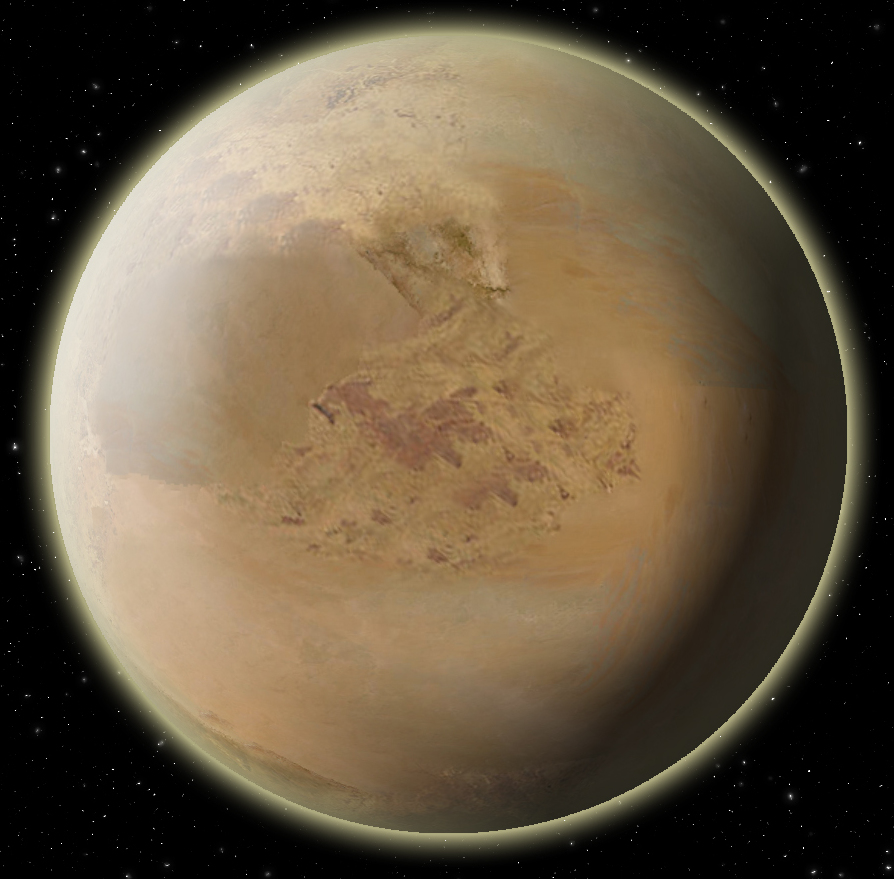
Konstnärs föreställning av en ökenplanet.

En ökenplanet eller torr planet är en hypotetisk typ av stenplanet med väldigt lite vatten. Fenomenet har blivit vanligt inom  science fiction med filmen Förbjuden värld från 1956 och Frank Herberts roman Dune från 1965 som tidiga exempel.

## Beboelighet
En studie från 2011 pekade på att ökenplaneter inte bara är möjliga, utan också anses vara mer vanliga än exempelvis jordliknande planeter. Studien pekade också på att, då man gjorde modeller av dem, ökenplaneter hade betydligt fler beboeliga zoner än planeter med mycket vatten.
Samma studie spekulerade i att Venus för cirka en miljard år sedan kan ha varit en beboelig ökenplanet. Jorden anses om flera miljarder år också kunna bli en ökenplanet då Solen sväller upp.
En studie från 2013 pekade på att varma ökenplaneter utan skenande växthuseffekt kan existera cirka 0,5 astronomiska enheter bort från de solliknande stjärnorna de ligger i omlopp kring. Studien visade också att minst 1 % luftfuktighet behövs för att tvätta bort koldioxid från atmosfären, men att för mycket vatten kan fungera som växthusgas. Högre tryck i atmosfären kan utöka det område där vattnet kan förbli flytande.